# Benzotiofeno
El benzotiofeno es un compuesto orgánico aromático cuyan fórmula molecular es C8H6S y tiene un olor similar al naftaleno (naftalina). Estructuralmente se trata de un benceno fusionado a un anillo de tiofeno. Se produce naturalmente como un constituyente de los depósitos relacionados con el petróleo, tales como alquitrán de lignito. El benzotiofeno no tiene uso doméstico. Se utiliza principalmente en la industria y en la investigación.
Al ser un compuesto heterocíclico, el benzotiofeno encuentra uso en la investigación como material de partida para la síntesis de estructuras más grandes, por lo general fármacos y sustancias bioactivas. Es la estructura básica de muchos derivados heteroaromáticos bicíclicos para una amplia gama de aplicaciones en la industria química, especialmente en las industrias farmacéuticas y de tinte, tales como los insecticidas, pesticidas, productos farmacéuticos (tales como el raloxifeno, zileutón, y sertaconazol, y también CCBP), y en la fabricación de colorantes tales como el tioíndigo.
Su aromaticidad hace que sea relativamente estable, aunque como es un heterociclo, tiene posiciones reactivas que permiten su funcionalización.